# Industrial Workers of the World

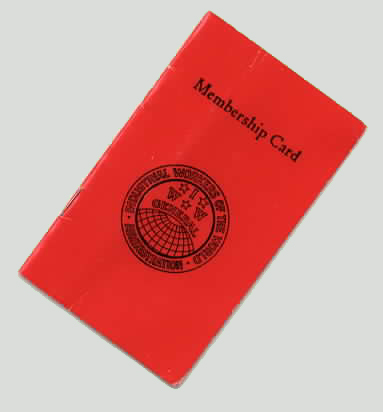
IWW-lidmaatschapskaart

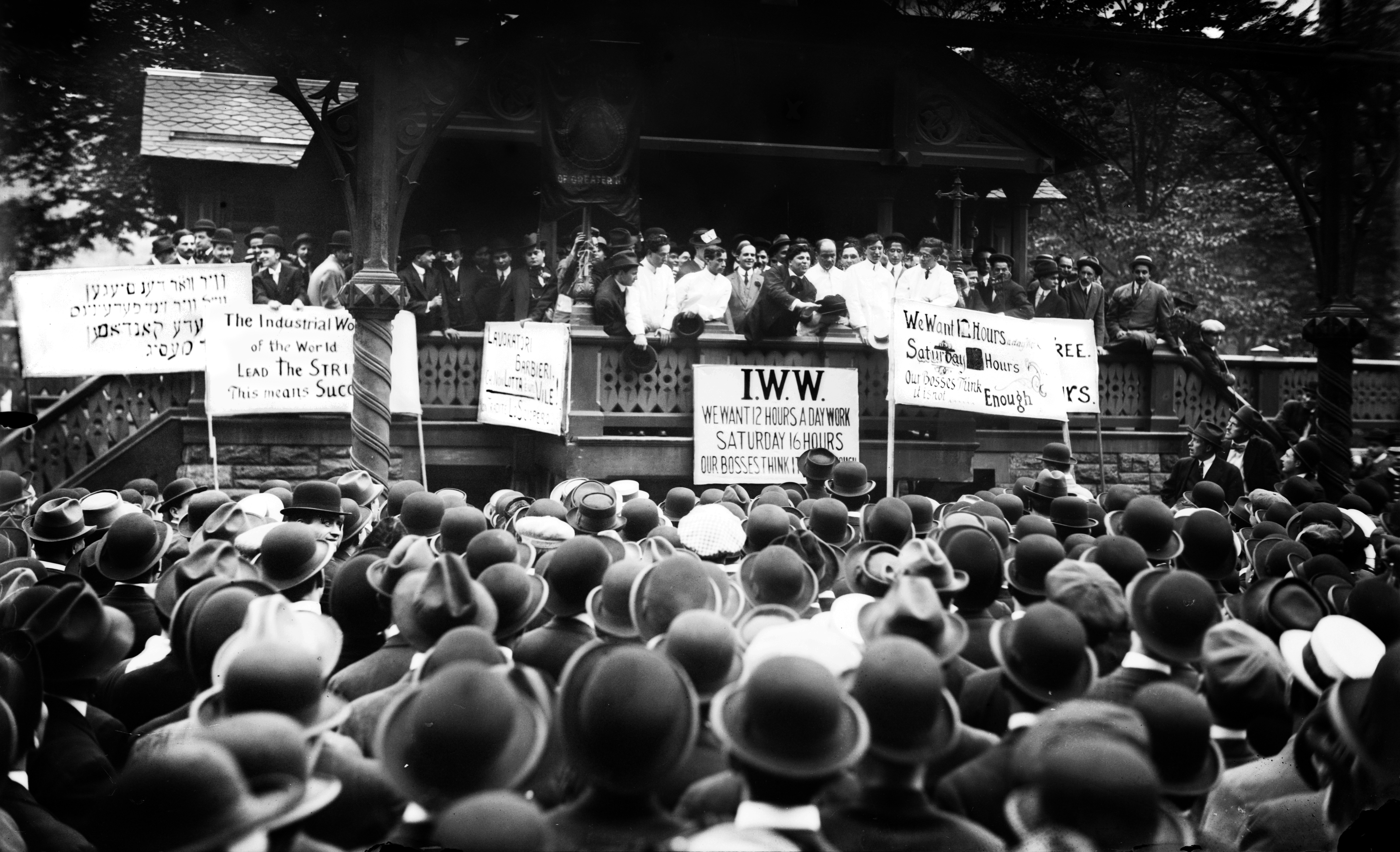
IWW-leider Joseph Ettor spreekt een menigte stakende kappers toe in New York, mei 1913

Industrial Workers of the World (IWW), bijgenaamd de Wobblies, is een internationale vakbond. De IWW is opgericht in 1905 en heeft het internationale secretariaat te Cincinnati Ohio, in de Verenigde Staten. De vakbond beleefde zijn hoogtepunt qua ledenaantal in 1924, met een zelf gerapporteerd ledenaantal van 100.000.
De IWW is opgericht om alle arbeiders ter wereld onder te brengen in een grote vakbond en om het loonsysteem af te schaffen. De vakbond heeft pionierswerk verricht voor modellen van directe democratie op werkplekken. De IWW is een syndicalistische organisatie.

## Geschiedenis
De IWW werd in 1905 opgericht tijdens een conferentie van socialisten, anarchisten en radicale vakbondsactivisten te Chicago. De aanwezigen vertegenwoordigden een 40-tal organisaties en daarnaast waren er onafhankelijke aanwezigen. Een aantal van de aanwezige organisaties, voornamelijk vakbonden, trad toe tot de IWW.
De IWW verzette zich tegen de, in hun ogen, gematigde koers van de American Federation of Labor, op dat moment de grootste vakbond van de VS, en richtte zich vanaf het begin op politieke acties en strijd in plaats van loononderhandelingen. Daarnaast was het bijzonder dat iedereen zonder onderscheid van ras of sekse lid kon worden.
In de eerste jaren na de oprichting wordt er vooral gestreden voor het recht op organisatie en vrijheid van meningsuiting. In 1909 wordt er in Spokane een samenscholingsverbod van kracht en wordt een Wobbly activist hiervoor vervolgd. Naar aanleiding hiervan komen honderden Wobbly activisten naar het plaatsje om het verbod te trotseren. Uiteindelijk worden 500 mensen opgepakt en vinden vier mensen de dood tijdens de acties. Het gewraakte verbod wordt ingetrokken. Deze tactiek wordt nog menigmaal met succes ingezet.
Door de Wobblies werd veelvuldig gestaakt omdat zij dit zagen als een van de weinige effectieve middelen in de klassenstrijd. Al snel kreeg de organisatie door de Amerikaanse pers een reputatie van gewelddadigheid aangemeten. De Wobblies gebruikten echter alleen defensief geweld tegen militaire en politionele repressie: toen in 1909 een staking bij US Steel in Pennsylvania bloedig werd onderdrukt door het leger met de dood van vier arbeiders tot gevolg, schoten IWW-militanten drie soldaten dood. In plaats van een bloedige revolutie streefde het IWW naar een sociale omwenteling door een algemene staking, een idee dat ook in het Franse en Spaanse anarchosyndicalisme opkwam.
Er worden in de jaren tien voornamelijk acties gevoerd door havenarbeiders, mijnwerkers en boerenhulpen. De Wobbly activiteiten richten zich vaak om migranten omdat die vaak onder nog slechtere situatie hun werk moeten doen. Door de vastberadenheid en sterke solidariteit en betrokkenheid van de relatief kleine bond kunnen sommige acties uitgroeien tot grote krachtmetingen zoals de staking van textielarbeiders in Lawrence, Massachusetts waarbij de twee maanden lang door alle textielarbeiders werd gestaakt. Dit ondanks grof geweld van millitia's in opdracht van het stadsbestuur tegen de stakers en hun vrouwen en kinderen met verscheidene doden tot gevolg en vele tientallen hoge gevangenisstraffen en boetes tegen stakingsleiders.
Door de radicale uitgangspunten en de weigering van de IWW om in loononderhandelingen te treden namens de eigen leden, is het moeilijk om veel leden jarenlang vast te houden. Na acties ebt de steun voor de revolutionaire uitgangspunten vaak weg. Desondanks bereikt de IWW de mijlpaal van 100.000 leden in 1923. Een van de sterkste takken van de IWW is destijds de havenarbeiderstak die van Canada tot in Mexico en Zuid-Amerika en zelfs in Australië en Nieuw-Zeeland actief was. Wobblies waren nauw betrokken bij de staking in San Francisco in 1934 die een belangrijke stap zette in de organisatie van havenarbeiders en zeelieden.
Door interne tegenstellingen kampt de IWW in de jaren dertig met sterk teruglopende ledenaantallen, en het bereikt dan een voorlopig dieptepunt met 10.000 leden. Na de Tweede Wereldoorlog kreeg de IWW te maken met een sterk anti-communistisch klimaat in de VS. Radicale vakbonden werden verboden en in de jaren vijftig waren er slechts enkele honderden leden wereldwijd. Met de opkomst van de civil rights movement in de VS in de jaren zestig klimt de IWW uit een diep dal en ontplooide nieuwe activiteiten, zoals het opzetten van drukkerijen en boekenwinkels. Daarnaast wordt geprobeerd om de vaak illegale arbeiders in sweatshops te organiseren.
De laatste jaren worden gekenmerkt door een relatief grote groei en toename in acties. In het oog springende acties zijn het opzetten van bonden bij Starbucksvestigingen in New York en Chicago vanwege de anti-vakbondhouding van dit bedrijf in 2003.

## Bekende leden
Enkele bekende leden zijn:
- Helen Keller, dovenrechtenactiviste
- Eugene O'Neill, schrijver
- Roger Nash Baldwin, oprichter van de American Civil Liberties Union
- William O. Douglas, lid van het hooggerechtshof
- Noam Chomsky,  taalkundige en politiek activist
- William Z. Foster, communistisch politicus
- Leslie Fish, zangeres, schreef een lied genaamd Wobblies from space.

## Wobblies
De herkomst van de naam Wobblies is onzeker. Hardt en Negri, die de vroege IWW met hun culturele diversiteit en steun aan arbeidsmigranten ten voorbeeld stellen aan de andersglobaliseringsbeweging, noemen twee mogelijke herkomsten: de naam zou zijn oorsprong vinden in een taalfout van een Chinese kok in Seattle, die I Wobbly Wobbly zei in plaats van I Double-u Double-u; of de naam zou refereren aan het gebrek aan centraal gezag en de flexibiliteit van de organisatie.